# Modbus
Modbus — открытый коммуникационный протокол, основанный на архитектуре ведущий — ведомый (англ. master-slave; в стандарте Modbus используются термины client-server). Широко применяется в промышленности для организации связи между электронными устройствами. Может использоваться для передачи данных через последовательные линии связи RS-485, RS-422, RS-232 и сети TCP/IP (Modbus TCP). Также существуют нестандартные реализации, использующие UDP.
Не следует путать «Modbus» и «Modbus Plus». Modbus Plus — проприетарный протокол, принадлежащий Schneider Electric (физический уровень Modbus Plus уникальный, похож на Ethernet 10BASE-T, полудуплекс по одной витой паре, скорость 2 Мбит/с; транспортный протокол Modbus Plus — HDLC, поверх которого специфицировано расширение для передачи Modbus PDU).
JBUS — подмножество протокола Modbus RTU с небольшими отличиями в способе адресации.

## История
Modbus был разработан компанией Modicon (в настоящее время принадлежит Schneider Electric) для использования в своих контроллерах с программируемой логикой. Впервые спецификация протокола была опубликована в 1979 году. Это был открытый стандарт, описывающий формат сообщений и способы их передачи в сети, состоящей из различных электронных устройств.
Первоначально контроллеры MODICON использовали последовательный интерфейс RS-232. Позднее стал применяться интерфейс RS-485, так как он обеспечивает более высокую надёжность, позволяет использовать более длинные линии связи и подключать к одной линии несколько устройств.
Многие производители электронного оборудования поддержали стандарт, на рынке появились сотни использующих его изделий.

## Стандарт Modbus
В настоящее время развитием Modbus занимается некоммерческая организация Modbus-IDA.

### Специфическая терминология
- PDU (Protocol Data Unit) — общая для всех физических уровней часть пакета Modbus. Включает в себя код функции и данные пакета.
- ADU (Application Data Unit) — полный пакет Modbus. Включает в себя специфичную для физического уровня часть пакета и PDU.

Modbus специфицирует 4 типа данных:
- Discrete Inputs — однобитовый тип, доступен только для чтения.
- Coils — однобитовый тип, доступен для чтения и записи.
- Input Registers — 16-битовый знаковый или беззнаковый тип, доступен только для чтения.
- Holding Registers — 16-битовый знаковый или беззнаковый тип, доступен для чтения и записи.

### Состав стандарта
Стандарты Modbus состоят из 3 частей:
- Документ Modbus Application Protocol содержит спецификацию прикладного уровня сетевой модели OSI:
  - Элементарный пакет протокола, так называемый PDU (Protocol Data Unit), он един для всех физических уровней. PDU упаковывается в индивидуальный для каждого транспорта application data unit (ADU).
  - Коды функций и состав PDU для каждого кода.
- Документ Modbus over serial line содержит спецификацию канального и физического уровней сетевой модели OSI для физических уровней RS-485 и RS-232. В принципе, может использоваться любой физический уровень, основанный на асинхронном приемопередатчике.
- Документ Modbus Messaging on TCP/IP Implementation Guide содержит спецификацию ADU для транспорта через TCP/IP-стек.

### Достоинства стандарта
Основные достоинства стандарта — открытость и массовость. Промышленностью сейчас (2014 г.) выпускается очень много типов и моделей датчиков, исполнительных устройств, модулей обработки и нормализации сигналов и др. Практически все промышленные системы контроля и управления имеют программные драйверы для работы с Modbus-сетями.

### Недостатки стандарта
Стандарт в своей основе был разработан в 1979 году с учётом потребностей и вычислительных возможностей того времени, и многие актуальные для современных промышленных сетей вопросы не были учтены. Отсутствие перечисленных возможностей является следствием простоты протокола, которая облегчает его изучение и ускоряет внедрение.
- Стандарт специфицирует метод передачи только двух типов данных[7]. Отсутствие чёткого указания в стандарте привело к тому, что с другими типами данных сторонние производители Modbus-решений поступали по своему усмотрению. Различие мнений производителей оборудования в этом вопросе не позволило впоследствии сделать уточнения в официальном документе: это вызвало бы всплеск недовольства производителей, не согласных с предлагавшимися поправками стандарта и возможную войну форматов.
- Стандарт не регламентирует начальную инициализацию системы. Назначение сетевых адресов и прописывание в системе параметров каждого конкретного устройства выполняются вручную на этапе адаптации и программирования системы.
- Длина запроса ограничена, а данные могут быть запрошены только из последовательно расположенных регистров. Это увеличивает задержки и накладные расходы при использовании сети, так как для получения данных из регистров, расположенных далеко друг от друга в адресном пространстве, ведущий должен либо запрашивать ненужные данные, либо использовать несколько запросов[7].
- Не предусмотрен способ, с помощью которого ведомое устройство могло бы обнаружить потерю связи с ведущим устройством кроме анализа ведомым устройством общего сетевого трафика на предмет отсутствия обращений к нему (к Modbus-TCP не относится - потеря связи обнаруживается на уровне TCP)[7]

## Введение
Контроллеры на шине Modbus взаимодействуют, используя модель ведущий — ведомый, основанную на транзакциях, состоящих из запроса и ответа.
Обычно в сети есть только одно ведущее client (по старой терминологии master) устройство, и несколько ведомых server (по старой терминологии slave) устройств. (Терминология верна, несмотря на противоположные значения в типичной клиент-серверной архитектуре.)  Ведущее устройство инициирует транзакции (передаёт запросы). Ведущий может адресовать запрос индивидуально любому ведомому или инициировать передачу широковещательного сообщения для всех ведомых устройств. Ведомое устройство, опознав свой адрес, отвечает на запрос, адресованный именно ему. При получении широковещательного запроса ответ ведомыми устройствами не формируется.
Спецификация Modbus описывает структуру запросов и ответов. Их основа — элементарный пакет протокола, так называемый PDU (Protocol Data Unit). Структура PDU не зависит от типа линии связи и включает в себя код функции и поле данных. Код функции кодируется однобайтовым полем и может принимать значения в диапазоне 1…127. Диапазон значений 128…255 зарезервирован для кодов ошибок. Поле данных может быть переменной длины. Размер пакета PDU ограничен 253 байтами.
| код функции | данные         |
| ----------- | -------------- |
| 1 байт      | N ≤ 252 (байт) |

Для передачи пакета по физическим линиям связи PDU помещается в другой пакет, содержащий дополнительные поля. Этот пакет носит название ADU (Application Data Unit). Формат ADU зависит от типа линии связи. Существуют три варианта ADU, два для передачи данных через асинхронный интерфейс и один — через TCP/IP сети:
- Modbus ASCII — для обмена используются только ASCII символы. Для проверки целостности используется однобайтовая контрольная сумма. Начало и конец сообщения помечаются специальными символами (начало сообщения «:», конец сообщения CR/LF).
- Modbus RTU — компактный двоичный вариант. Сообщения разделяются по паузе в линии. Сообщение должно начинаться и заканчиваться интервалом тишины, длительностью не менее 3,5 символов при данной скорости передачи. Во время передачи сообщения не должно быть пауз длительностью более 1,5 символов. Для скоростей более 19200 бод допускается использовать интервалы 1,75 и 0,75 мс, соответственно. Проверка целостности осуществляется с помощью CRC.
- Modbus TCP — для передачи данных через TCP/IP-соединение.

Общая структура ADU следующая (в зависимости от реализации, некоторые из полей могут отсутствовать):
| адрес ведомого (подчинённого) устройства | код функции | данные | блок обнаружения ошибок |
| ---------------------------------------- | ----------- | ------ | ----------------------- |

где
- адрес ведомого устройства — адрес подчинённого устройства, к которому адресован запрос. Ведомые устройства отвечают только на запросы, поступившие в их адрес. Ответ также начинается с адреса отвечающего ведомого устройства, который может изменяться от 1 до 247. Адрес 0 используется для широковещательной передачи, его распознаёт каждое устройство, адреса в диапазоне 248…255 зарезервированы;
- код функции — это следующее однобайтное поле кадра. Оно говорит ведомому устройству, какие данные или выполнение какого действия требует от него ведущее устройство;
- данные — поле содержит информацию, необходимую ведомому устройству для выполнения заданной ведущим функции или содержит данные, передаваемые ведомым устройством в ответ на запрос ведущего. Длина и формат поля зависит от номера функции, также в поле данных может быть детализация кода функции;
- блок обнаружения ошибок — контрольная сумма для проверки отсутствия ошибок в кадре.

Максимальный размер ADU для последовательных сетей RS232/RS485 — 256 байт, для сетей TCP — 260 байт.
Для Modbus TCP ADU выглядит следующим образом:
| ID транзакции | ID протокола | длина пакета | адрес ведомого устройства | код функции | данные |
| ------------- | ------------ | ------------ | ------------------------- | ----------- | ------ |

где
- ID транзакции — два байта, обычно нули
- ID протокола — два байта, нули
- длина пакета — два байта, старший, затем младший, длина следующей за этим полем части пакета
- адрес ведомого устройства — адрес подчинённого устройства, к которому адресован запрос. Обычно игнорируется, если соединение уже установлено с конкретным устройством или в системе только одно устройство. Может использоваться, если соединение установлено с мостом, который связан физически, например, с сетью RS-485.

Следует обратить внимание, что поле контроля ошибок в Modbus TCP отсутствует, так как целостность данных обеспечивает TCP/IP-стек.

## Категории кодов функций
В действующей в настоящее время спецификации протокола определяются три категории кодов функций:
Стандартные командыИх описание должно быть опубликовано и утверждено Modbus-IDA. Эта категория включает в себя как уже определенные, так и неиспользуемые в настоящее время коды.
Пользовательские командыДва диапазона кодов (от 65 до 72 и от 100 до 110), для которых пользователь может назначить произвольную функцию. При этом не гарантируется, что какое-то другое устройство не будет использовать тот же самый код для выполнения другой функции.
ЗарезервированныеВ эту категорию входят коды функций, не являющиеся стандартными, но уже используемые в устройствах, производимых различными компаниями. Это коды 9, 10, 13, 14, 41, 42, 90, 91, 125, 126 и 127.

## Модель данных
Одно из типичных применений протокола — чтение и запись данных в регистры контроллеров. Спецификация протокола определяет четыре таблицы данных:
| Таблица                               | Тип элемента    | Тип доступа     |
| ------------------------------------- | --------------- | --------------- |
| Регистры флагов (Coils)               | один бит        | чтение и запись |
| Дискретные входы (Discrete Inputs)    | один бит        | только чтение   |
| Регистры ввода (Input Registers)      | 16-битное слово | только чтение   |
| Регистры хранения (Holding Registers) | 16-битное слово | чтение и запись |

Доступ к элементам в каждой таблице осуществляется с помощью 16-битного адреса, первой ячейке соответствует адрес 0. Таким образом, каждая таблица может содержать до 65536 элементов. Спецификация не определяет, что физически должны представлять собой элементы таблиц и по каким внутренним адресам устройства они должны быть доступны. Например, допустимо организовать перекрывающиеся таблицы. В этом случае команды, работающие с дискретными данными и с 16-битными регистрами, будут фактически обращаться к одним и тем же данным.
Со способом адресации данных связана определённая путаница. Modbus был первоначально разработан для контроллеров Modicon. В этих контроллерах для каждой из таблиц использовалась специальная нумерация. Например, первому регистру ввода соответствовал номер ячейки 30001, а первому регистру хранения — 40001. Таким образом, регистру хранения с адресом 107 в команде Modbus соответствовал регистр № 40108 контроллера. Хотя такое соответствие адресов больше не является частью стандарта, некоторые программные пакеты могут автоматически «корректировать» вводимые пользователем адреса, например, вычитая 40001 из адреса регистра хранения. Справочное руководство от 1996 года https://modbus.org/docs/PI_MBUS_300.pdf, где неявно была принята похожая адресация, помечено как устаревшее ("obsolete" и "FOR LEGACY APPLICATIONS ONLY"), текущая спецификация протокола https://modbus.org/docs/Modbus_Application_Protocol_V1_1b3.pdf использует только абсолютную адресацию - 01 (0x01) Read Coils  0x0000 to 0xFFFF, 03 (0x03) Read Holding Registers 0x0000 to 0xFFFF.

## Стандартные функции протокола Modbus
| номер функции | запрос/ответ | запрос/ответ | запрос/ответ | запрос/ответ | запрос/ответ | запрос/ответ |
| ------------- | ------------ | ------------ | ------------ | ------------ | ------------ | ------------ |
| 1 (0x01)      | A1           | A0           | Q1           | Q0           |              |              |
| 1 (0x01)      | N            | D (N байт)   | D (N байт)   | D (N байт)   | D (N байт)   | D (N байт)   |
| 2 (0x02)      | A1           | A0           | Q1           | Q0           |              |              |
| 2 (0x02)      | N            | D (N байт)   | D (N байт)   | D (N байт)   | D (N байт)   | D (N байт)   |
| 3 (0x03)      | A1           | A0           | Q1           | Q0           |              |              |
| 3 (0x03)      | N            | D (N байт)   | D (N байт)   | D (N байт)   | D (N байт)   | D (N байт)   |
| 4 (0x04)      | A1           | A0           | Q1           | Q0           |              |              |
| 4 (0x04)      | N            | D (N байт)   | D (N байт)   | D (N байт)   | D (N байт)   | D (N байт)   |
| 5 (0x05)      | A1           | A0           | D1           | D0           |              |              |
| 5 (0x05)      | A1           | A0           | D1           | D0           |              |              |
| 6 (0x06)      | A1           | A0           | D1           | D0           |              |              |
| 6 (0x06)      | A1           | A0           | D1           | D0           |              |              |
| 15 (0x0F)     | A1           | A0           | Q1           | Q0           | N            | D (N байт)   |
| 15 (0x0F)     | A1           | A0           | Q1           | Q0           |              |              |
| 16 (0x10)     | A1           | A0           | Q1           | Q0           | N            | D (N байт)   |
| 16 (0x10)     | A1           | A0           | Q1           | Q0           |              |              |
| 22 (0x16)     | A1           | A0           | M(and)1      | M(and)0      | M(or)1       | M(or)0       |
| 22 (0x16)     | A1           | A0           | M(and)1      | M(and)0      | M(or)1       | M(or)0       |

- A1 и A0 — адрес элемента,
- Q1 и Q0 — количество элементов,
- N — количество байт данных
- D — данные

M()1 и M()0 - соответствующие маски функции 22

### Доступ к данным

#### Чтение данных
Для чтения значений из перечисленных выше таблиц данных используются функции с кодами 1—4 (шестнадцатеричные значения 0x01—0x04):
- 1 (0x01) — чтение значений из нескольких регистров флагов (Read Coil Status).
- 2 (0x02) — чтение значений из нескольких дискретных входов (Read Discrete Inputs).
- 3 (0x03) — чтение значений из нескольких регистров хранения (Read Holding Registers).
- 4 (0x04) — чтение значений из нескольких регистров ввода (Read Input Registers).

Запрос состоит из адреса первого элемента таблицы, значение которого требуется прочитать, и количества считываемых элементов. Адрес и количество данных задаются 16-битными числами, старший байт каждого из них передается первым.
В ответе передаются запрошенные данные. Количество байт данных зависит от количества запрошенных элементов. Перед данными передается один байт, значение которого равно количеству байт данных.
Значения регистров хранения и регистров ввода передаются начиная с указанного адреса, по два байта на регистр, старший байт каждого регистра передаётся первым:
| байт 1 | байт 2 | байт 3 | байт 4 | … | байт N-1 | байт N   |
| ------ | ------ | ------ | ------ | - | -------- | -------- |
| RA,1   | RA,0   | RA+1,1 | RA+1,0 | … | RA+Q-1,1 | RA+Q-1,0 |

Значения флагов и дискретных входов передаются в упакованном виде: по одному биту на флаг. Единица означает включённое состояние, ноль — выключенное. Значения запрошенных флагов заполняют сначала первый байт, начиная с младшего бита, затем следующие байты, также от младшего бита к старшим. Младший бит первого байта данных содержит значение флага, указанного в поле «адрес». Если запрошено количество флагов, не кратное восьми, то значения лишних битов заполняются нулями:
| байт 1 | байт 1 | байт 1 | байт 1 | байт 1 | байт 1 | байт 1 | байт 1 | … | байт N | байт N | байт N | байт N | байт N | байт N | байт N |
| ------ | ------ | ------ | ------ | ------ | ------ | ------ | ------ | - | ------ | ------ | ------ | ------ | ------ | ------ | ------ |
| FA+7   | FA+6   | FA+5   | FA+4   | FA+3   | FA+2   | FA+1   | FA     | … | 0      | …      | 0      | FA+Q-1 | FA+Q-2 | …      |        |

#### Запись одного значения
- 5 (0x05) — запись значения одного флага (Force Single Coil).
- 6 (0x06) — запись значения в один регистр хранения (Preset Single Register).

Команда состоит из адреса элемента (2 байта) и устанавливаемого значения (2 байта).
Для регистра хранения значение является просто 16-битным словом.
Для флагов значение 0xFF00 означает включённое состояние, 0x0000 — выключенное, другие значения недопустимы.
Если команда выполнена успешно, ведомое устройство возвращает копию запроса.

#### Запись нескольких значений
- 15 (0x0F) — запись значений в несколько регистров флагов (Force Multiple Coils)
- 16 (0x10) — запись значений в несколько регистров хранения (Preset Multiple Registers)

Команда состоит из адреса элемента, количества изменяемых элементов, количества передаваемых байт устанавливаемых значений и самих устанавливаемых значений. Данные упаковываются так же, как в командах чтения данных.
Ответ состоит из начального адреса и количества изменённых элементов.

#### Изменение регистров
- 22 (0x16) — запись в один регистр хранения с использованием маски «И» и маски «ИЛИ» (Mask Write Register).

Команда состоит из адреса регистра и двух 16-битных чисел, которые используются как маски, с помощью которых можно индивидуально сбросить или установить отдельные биты в регистре. Конечный результат определяется формулой:
Результат = (Текущее_значение AND Маска_И) OR (Маска_ИЛИ AND (NOT Маска_И))

#### Чтение с записью
- 23 (0x17) — чтение/запись нескольких регистров (Read/Write Multiple registers)

Этот код функции выполняет комбинацию одной операции чтения и одной операции записи в одной транзакции Modbus.

#### Очереди данных
- 24 (0x18) — чтение данных из очереди (Read FIFO Queue)

Функция предназначена для получения 16-битных слов из очереди, организованной по принципу «первым пришёл — первым ушёл» (FIFO).

#### Доступ к файлам
- 20 (0x14) — чтение из файла (Read File Record)
- 21 (0x15) — запись в файл (Write File Record)

Эти функции используются для доступа к 16-битным регистрам, организованным в файлы, состоящие из записей произвольной длины. В команде указывается номер файла, номер записи и длина записи в 16-битных словах. С помощью одной команды можно записать или прочитать несколько записей, не обязательно соседних.
Кроме того, команда содержит однобайтовый код для указания типа ссылки на данные. В действующей версии стандарта определен только один тип (описанный выше) с кодом 0x06.

### Диагностика
Перечисленные ниже функции предназначены для устройств на последовательных линиях связи (Modbus RTU и Modbus ASCII).
- 7 (0x07) — чтение сигналов состояния (Read Exception Status)

Функция предназначена для получения информации об индикаторах состояния на удалённом устройстве. Функция возвращает один байт, каждый бит которого соответствует состоянию одного индикатора.
- 8 (0x08) — диагностика (Diagnostic)
- 11 (0x0B) — чтение счетчика событий (Get Com Event Counter)
- 12 (0x0C) — чтение журнала событий (Get Com Event Log)

Эти функции предназначены для проверки функционирования последовательной линии связи.
- 17 (0x11) — чтение информации об устройстве (Report Server ID)

Функция предназначена для получения информации о типе устройства и его состоянии. Формат ответа зависит от устройства.

### Другие
- 43 (0x2B) — Encapsulated Interface Transport

Функция предназначена для передачи данных в произвольных форматах (определённых другими стандартами) от ведущего (client) к ведомому (server) и обратно.
Тип передаваемых данных определяется дополнительным кодом (MEI — Modbus Encapsulated Interface), передаваемым после номера функции. Стандарт определяет MEI 13 (0x0D), предназначенный для инкапсуляции протокола CANopen. MEI 14 (0x0E) используется для получения информации об устройстве и MEI в диапазонах 0—12 и 15—255 зарезервированы.

## Обработка ошибок
Во время обмена данными могут возникать ошибки двух типов:
- ошибки, связанные с искажениями при передаче данных;
- логические ошибки (запрос принят без искажений, но не может быть выполнен)

При передаче по асинхронным линиям связи ошибки первого типа обнаруживаются при помощи проверки соответствия принятого запроса установленному формату ADU и вычисления контрольной суммы. Дополнительно для проверки каждого символа может использоваться бит четности. Если подчинённое устройство обнаруживает искажение данных, принятый запрос игнорируется, ответное сообщение не формируется. Главное устройство может обнаружить ошибку по отсутствию ответа.
В Modbus TCP дополнительная проверка целостности данных не предусмотрена. Передача данных без искажений обеспечивается протоколами TCP/IP.
При ошибках второго типа подчинённое устройство отсылает сообщение об ошибке (если запрос адресован этому устройству; на широковещательные запросы ответ не отправляется). Признаком того, что ответ содержит сообщение об ошибке, является установленный старший бит номера функции. За номером функции, вместо обычных данных, следует код ошибки и, при необходимости, дополнительные данные об ошибке.

### Стандартные коды ошибок
- 01 — Принятый код функции не может быть обработан.
- 02 — Адрес данных, указанный в запросе, недоступен.
- 03 — Значение, содержащееся в поле данных  программного запроса, использующего функции с номерами 13 или 14. Ведущее устройство должно запросить диагностическую информацию или информацию об ошибках от ведомого.
- 08 — Ведомое устройство при чтении расширенной памяти обнаружило ошибку контроля четности. Главный может повторить запрос позже, но обычно в таких случаях требуется ремонт оборудования.

## Примеры
Ниже приведён пример команды ведущего устройства и ответов ведомого (для Modbus RTU).
| Запрос               |                               |               |              |              |                   |                   |                        |              |              |              |              |
| Направление передачи | адрес подчинённого устройства | номер функции | Адрес        | Адрес        | Количество флагов | Количество флагов | Количество байт данных | Данные       | Данные       | CRC          | CRC          |
| Направление передачи | адрес подчинённого устройства | номер функции | старший байт | младший байт | старший байт      | младший байт      | Количество байт данных | старший байт | младший байт | младший байт | старший байт |
| Client→Server        | 0x01                          | 0x0F          | 0x00         | 0x13         | 0x00              | 0x0A              | 0x02                   | 0xCD         | 0x01         | 0x72         | 0xCB         |

| Ответ                |                               |               |              |              |                   |                   |              |              |  |  |  |
| Направление передачи | адрес подчинённого устройства | номер функции | Адрес        | Адрес        | Количество флагов | Количество флагов | CRC          | CRC          |  |  |  |
| Направление передачи | адрес подчинённого устройства | номер функции | старший байт | младший байт | старший байт      | младший байт      | младший байт | старший байт |  |  |  |
| Server→Client        | 0x01                          | 0x0F          | 0x00         | 0x13         | 0x00              | 0x0A              | 0x24         | 0x09         |  |  |  |
|                      |                               |               |              |              |                   |                   |              |              |  |  |  |
|                      |                               |               |              |              |                   |                   |              |              |  |  |  |
|                      |                               |               |              |              |                   |                   |              |              |  |  |  |
| Сообщение об ошибке  |                               |               |              |              |                   |                   |              |              |  |  |  |
| Направление передачи | адрес подчинённого устройства | номер функции | код ошибки   | CRC          | CRC               |                   |              |              |  |  |  |
| Направление передачи | адрес подчинённого устройства | номер функции | код ошибки   | младший байт | старший байт      |                   |              |              |  |  |  |
| Server→Client        | 0x01                          | 0x8F          | 0x02         | 0xC5         | 0xF1              |                   |              |              |  |  |  |